# Elaphropus quadrisignatus
Elaphropus quadrisignatus es una especie de escarabajo del género Elaphropus, de la subfamilia Trechinae, orden Coleoptera.

## Distribución
Se distribuye por Gran Bretaña, Francia, Bélgica, Países Bajos, Alemania, Suiza, Austria, Chequia, Eslovaquia, Hungría, Polonia, Ucrania, Portugal, España, Italia, Eslovenia, Macedonia del Norte, Bulgaria, Rumania, Moldavia, Marruecos, Argelia, Turquía, Chipre e Irán.

## Taxonomía
Fue descrita por Duftschmid en 1812.